# Xã 3, Quận Harper, Kansas
Xã 3 (tiếng Anh: Township 3) là một xã thuộc quận Harper, tiểu bang Kansas, Hoa Kỳ. Năm 2010, dân số của xã này là 300 người.